# Pseudopercis semifasciata
Pseudopercis semifasciata, es una especie de pez Perciformes de la familia Pinguipedidae, perteneciente al género Pseudopercis.

## Sinónimos
- Mugiloides somnambula (Berg, 1895)
- Percis semifasciata (Cuvier, 1829)
- Pinguipes somnambula (Berg, 1895)
- Pinguipes somunambula (Berg, 1895)
- Pseudopercis semifasciatus (Cuvier, 1829)
- Pseudopercis somnambula (Berg, 1895)

## Localización
Es una especie de pez que se localiza en el Océano Atlántico Sudoccidental, desde São Paulo, Brasil hasta el Golfo San Jorge, Argentina.

## Características
La cabeza de este pez no tiene escamas, es grande, siendo la quinta parte del largo total, su boca es grande y casi oblicua, el cuerpo es robusto y tiene escamas ctenoideas, el largo máximo conocido está cercano al 1,20 metros, las presas para comercializar rondan los 0,80 metros.